# Bachy
Bachy település Franciaországban, Nord megyében. Lakosainak száma 1890 fő (2022. január 1.). Bachy Wannehain, Bourghelles, Cobrieux, Mouchin és Tournai községekkel határos.

## Népesség
A település népességének változása:
| Lakosok száma | 1605 | 1631 | 1711 | 1702 | 1747 | 1791 | 1836 | 1883 | 1890 |
|               | 2013 | 2015 | 2016 | 2017 | 2018 | 2019 | 2020 | 2021 | 2022 |